# Katsumi Ōenoki
Katsumi Ōenoki (大榎 克己 Ōenoki Katsumi?,  nacido el 3 de abril de 1965 en Shizuoka) es un exfutbolista japonés que se desempeñaba como centrocampista.
Ōenoki jugó 5 veces para la Selección de fútbol de Japón entre 1989 y 1990. Ōenoki fue elegido para integrar la selección nacional de Japón para los Copa Asiática 1988.

## Trayectoria

### Clubes
| Club            | País  | Año         |
| --------------- | ----- | ----------- |
| Yamaha Motors   | Japón | 1988 - 1991 |
| Shimizu S-Pulse | Japón | 1992 - 2002 |

### Selección nacional
| Selección | País  | Año         |
| --------- | ----- | ----------- |
| Absoluta  | Japón | 1989 - 1990 |

## Estadística de equipo nacional
| Selección de Japón | Selección de Japón | Selección de Japón |
| Año                | Part.              | Goles              |
| ------------------ | ------------------ | ------------------ |
| 1989               | 4                  | 0                  |
| 1990               | 1                  | 0                  |
| Total              | 5                  | 0                  |

## Palmarés

### Títulos nacionales
| Título             | Club            | País  | Año  |
| ------------------ | --------------- | ----- | ---- |
| Copa del Emperador | Shimizu S-Pulse | Japón | 2001 |